# Vaita

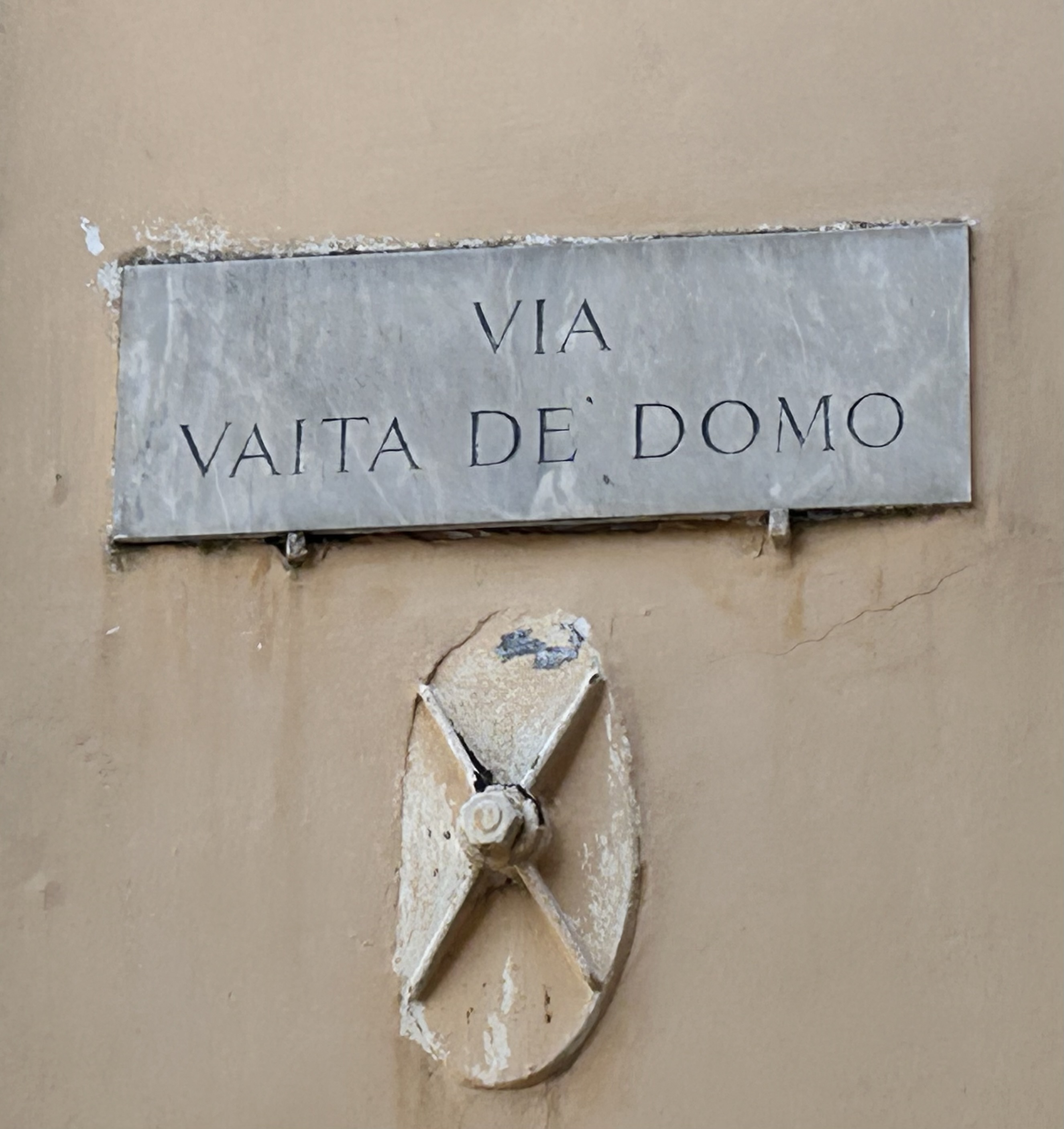

Nel medioevo con il termine vaita venivano indicate le ripartizioni territoriali della città di Spoleto, fondamentali nell'organizzazione della vita amministrativa e militare. 
(Achille Sansi)
Quartiere, terziere o sestiere erano le denominazioni in uso in altri centri rurali e cittadini italiani. In seguito divennero altrettanto comuni espressioni come contrada, rione, circoscrizione, borgo.

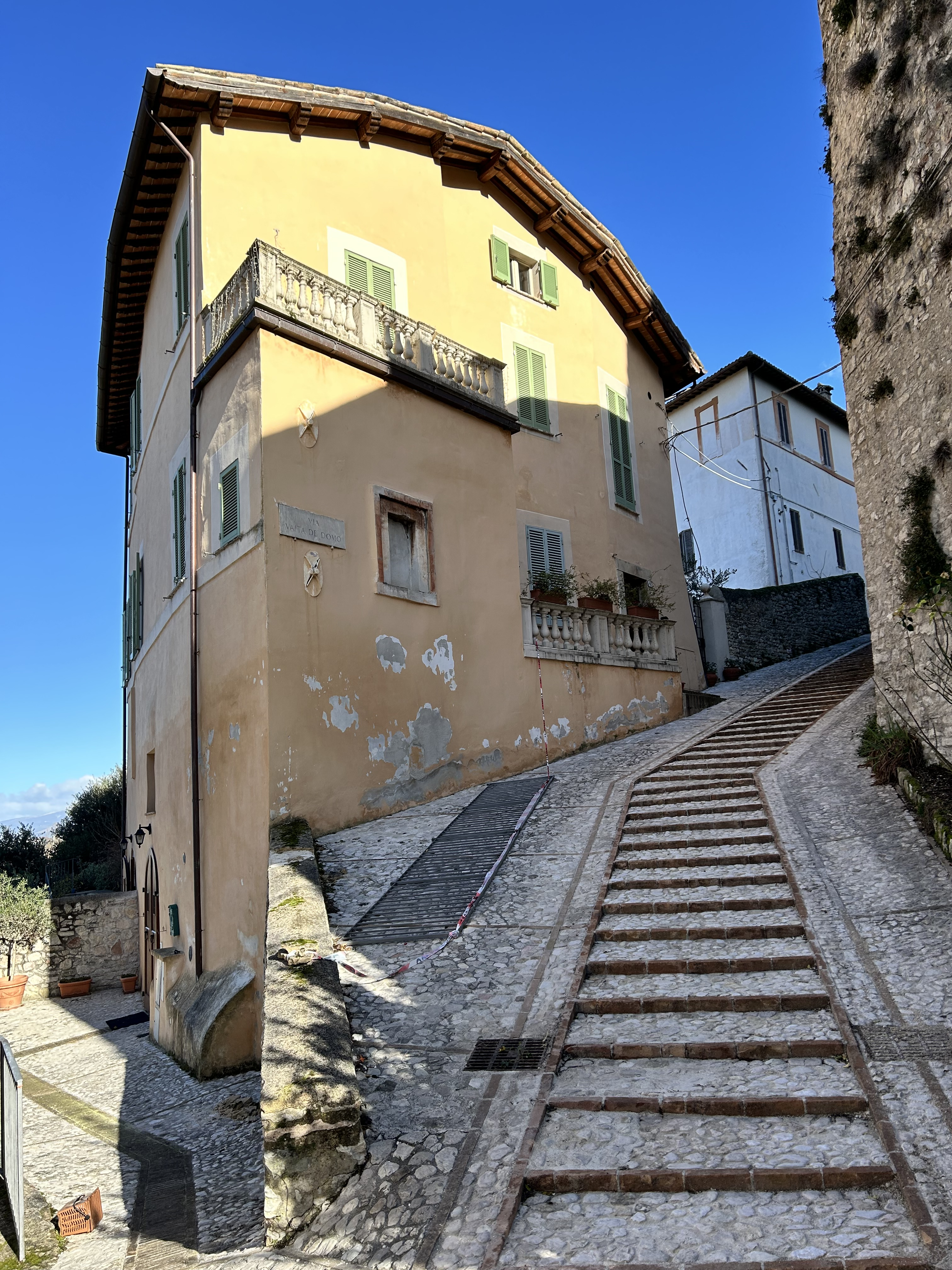
Via Vaita De Domo

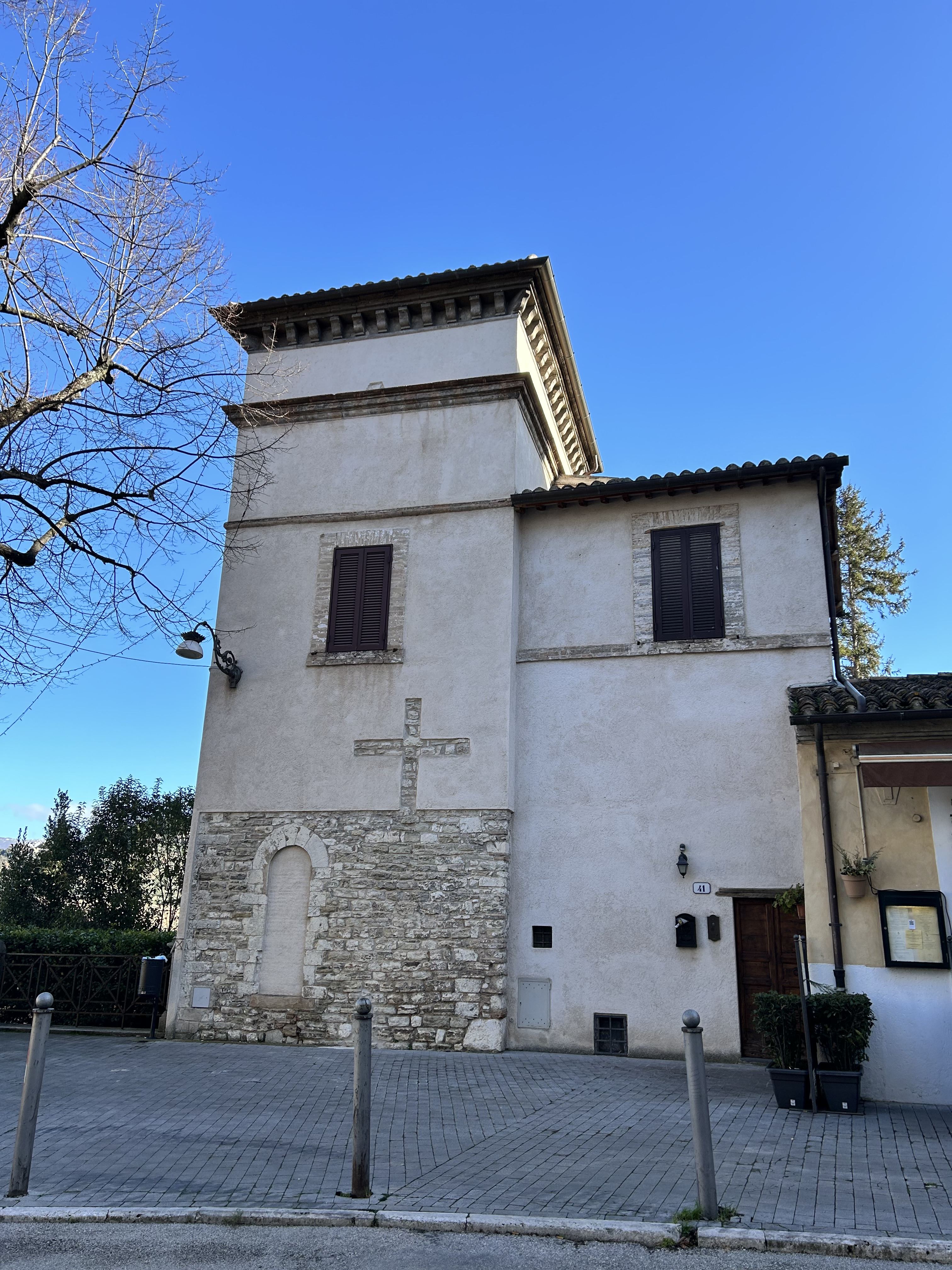
Turris fulacteria come si presenta oggi. La visibilità sul retro consentiva di assolvere a compiti di controllo e avvistamento su tutta la valle spoletana verso Trevi e Assisi

## Storia

### L'origine del nome
Il termine Vaita, di impronta germanica, era derivato dal franconico wahta, wache, traducibile in guaita, guardia.
Si presume che sia stato introdotto nei primi anni del Periodo dei Duchi (574-584), quando, dopo le lotte tra Ostrogoti e Bizantini, poi tra Bizantini e Longobardi, Faroaldo I conquistò Spoleto e fondò l'omonimo Ducato. 
Un'altra possibile origine più remota viene suggerita dal nome assegnato ad una delle Vaite, la Vaita philitteria (nei pressi dell'attuale via Filitteria); qui si trovava una torre-vedetta militarmente presidiata a scopo difensivo, una delle torri più importanti fra le 100 della Spoleto medievale. È probabile che philitteria derivasse dall'aggettivo d'origine greco-bizantina fulacterios, traducibile in che fa buona guardia.
In questo caso l'origine del nome sarebbe da ricondursi al periodo bizantino quando, alla fine della sanguinosissima guerra gotica, il generalissimo Narsete riuscì a cacciare Totila da Spoleto; qui pose la propria guarnigione e dispose il restauro delle diroccate mura.

### Le suddivisioni territoriali
Le Vaite erano dodici, corrispondenti alle horae che, secondo la terminologia adottata dai primi cosmografi cristiani, indicavano le suddivisioni in settori o contrade cittadine e rurali nella proiezione cartografica del Vecchio Mondo. La stessa ripartizione duodecimale si trovava a Ravenna e Genova.

A Ravenna e Spoleto le duodecim partes civitatis erano anche denominate bandi, dal gotico bandus, bandvja, Zeichen, in italiano banda. Ogni banda rispondeva a un ordinamento di tipo militare ed era composta da reparti scelti vaita per vaita.
L'uso dei termini horae e bandi oppure Vaite segnalava il prevalere del carattere militare o civile nell'organizzazione della città, in un certo periodo di tempo. 
Tracce della distinzione per Vaite si trovano negli annali di Parruccio Zampolini, nei registri comunali medievali, nell'antico catasto di Spoleto del 1293, nello Statuto del 1296 e in quello del 1347, dove risulta che la Signoria del Comune si componeva di dodici Priori eletti uno per vaita, in carica per due mesi. Anche il libro dei contribuenti del 1425 e quello dei contribuenti morosi del 1450 erano distinti per vaite. Il Consiglio speciale si componeva di ventiquattro cittadini (due per vaita) oltre i 25 anni d'età, detti vaitensi.

### Le"Regiones"
Risulta che fin da tempi più antichi Spoleto fosse già suddivisa in 12 circoscrizioni definite Regiones, come documentato dallo scrittore spoletino Severo Minervio (Spoleto, 1470 circa – 1º luglio 1529) che, raccogliendo e trascrivendo antiche iscrizioni presenti in città, ci ha trasmesso la corrispondente terminologia latina usata dagli scrittori medioevali spoletini. Anche in una Passio di San Gregorio di Spoleto è citata una Regio Submerita, nome probabilmente derivato da regio sub meridie, cioè regio situata a mezzogiorno. E ancora: in un'epigrafe latina (C.I.L. 4815), rinvenuta nel Tempietto del Clitunno o in San Salvatore, appare la scritta Magistri Vicorum, traducibile in Signori delle strade che, secondo l'ordinamento adottato nell'antica Roma, ma esteso anche in altre città, erano a capo di un villaggio o di un certo numero di strade che formavano una Regio. Anche Spoleto quindi fu divisa in regioni, ognuna aveva a capo un Magister Vicorum, omologo del futuro Priore a capo di ogni Vaita.

In mancanza di dati sicuri, è impossibile conoscere la corrispondenza tra le antiche Regiones e le successive Vaite.

## Le 12 vaite di Spoleto
(Achille Sansi)

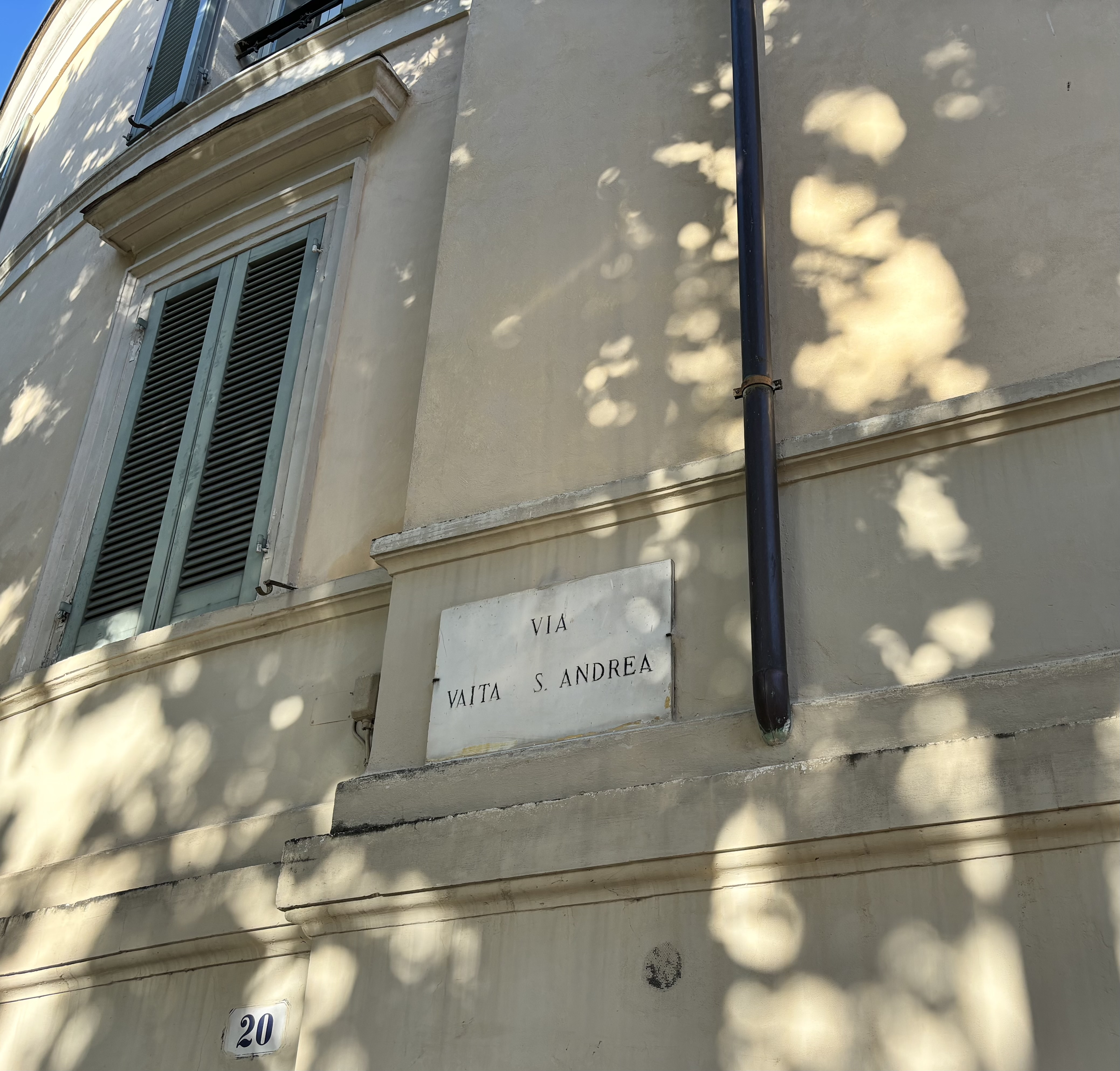
Via Vaita S. Andrea

Le vaite presero il nome da chiese, palazzi, o da nobili famiglie che abitavano nelle loro circoscrizioni. 
- Vaita San Giovanni prese il nome dalla Chiesa di San Giovanni, (ora Chiesa di Sant'Eufemia), cominciava dall'attuale piazza Duomo, saliva al vescovato e si estendeva alle strade vicine, su via di Fontesecca e sulla piazza del Foro (l'attuale piazza del Mercato). Anche la chiesa romanica di San Donato[19], caduta in rovina e abbandonata nella seconda metà del Cinquecento, annessa alla fontana di piazza, apparteneva a questa vaita. Alcune delle famiglie che vi risiedevano nel 1562[20]: Leoncilli, Zampolini, Piccinini, Cecili, Delfini, ecc.
- Vaita Palazzo, comprendeva il Palazzo Comunale, la chiesa di San Simone e via delle Felici; poi le fu annessa la chiesa di San Marco e il suo borgo. Famiglie residenti nel 1562: Bancaroni, Luparini, Riccardi, Dardani, Reali, Zazzari, Campello, Lauri, ecc.
- Vaita De Domo, dalla famiglia De Domo o Dedomo, potente famiglia patrizia, estinta probabilmente nel XVII secolo. La vaita comprendeva la chiesa di Santa Maria del Vescovato (VIII – IX secolo), poi ampliata e divenuta il Duomo di Spoleto, case e torri della famiglia de Domo e un tratto di città sopra o sotto la via che ancora oggi si chiama Via Vaita de Domo. Alla fine del XVIII secolo l'area fu acquistata dal nobile romano Lorenzo Alberini che fece abbattere le case e le torri De Domo per costruire l'imponente e maestoso Palazzo Alberini-De Domo, oggi Palazzo Pucci della Genga[21]. Oltre alla famiglia De Domo nel 1562 vi abitavano le famiglie Bachilli, Galli, Racani, Borsini, Sala, Zuccheri, Morichetti, ecc.
- Vaita Sant'Andrea, area occupata dall'antica chiesa e dal monastero di Sant'Andrea, entrambi demoliti nel 1853[22] per far posto al Teatro Nuovo; comprendeva la piccola chiesa di San Lorenzo, giungeva probabilmente alla parte superiore di via Salara vecchia, fino al luogo dove poi fu edificata la chiesa di S. Filippo. Tuttora la via prende il nome di Vaita S. Andrea. Famiglie residenti nel 1562: Arroni, Sansi, Transarici, Giustolo, Fraschetti, Mauri, Glandi, Gelosi, ecc.
- Vaita Filitteria, zona militarmente presidiata da una torre di guardia “Fhilitteria”. Includeva la Chiesa di S. Giovanni e Paolo le case della famiglia Zacchei, la Chiesa di S. Biagio e si estendeva fino alla Torre dell'olio e alla Porta fuga; confinava con la vaita S. Giovanni e con quella De Domo. Famiglie residenti nel 1562: Arroni, Garofani, Zacchei, Testa, Parenzi, Lauri, Politi, ecc.

- Vaita Frasanti, collocata fra due santi, cioè fra le vaite di S. Giovanni e S. Benedetto; iniziava nella parte meridionale della piazza del Foro, s'inoltrava in via dell'arco di Druso fino alla chiesa di S. Isacco (attualmente chiamata chiesa di S. Ansano) e alle piazzette antistanti. Famiglie residenti nel 1562: Lauri, Sansi, Campello, Ridolfi, Cidoni, ecc.
- Vaita San Benedetto, così detta da un monastero con chiesa di quel titolo; occupava gran parte dello spazio coperto ora da palazzi e giardini sorti sopra il lato orientale dell'attuale piazza della Libertà. La famiglia Ancajani, in sostituzione della chiesa, fece costruire la cappella di San Benedetto nel 1680 circa[23], poi demolita un secolo dopo per favorire il passaggio della nuova strada, la Traversa nazionale interna. Secondo il Minervio anche Sant'Agata, gli orti Ancaiani, la chiesa di San Luca (demolita nel 1947) e via Montarone facevano parte di questa Vaita[24]. Famiglie residenti nel 1562: Leti, Pollastri, Grassi, Pontano, Leppantini, ecc.
- Vaita Ponzianina, da Ponziano, santo protettore di Spoleto; la Vaita si estendeva verso il borgo che porta ancora questo nome, e verso la zona detta della Valle, dove si trovavano le rovine, tuttora presenti, di un anfiteatro, non ancora rinchiuse nel recinto del Monastero del Palazzo; le arcate venivano utilizzate come magazzini per il commercio. Famiglie residenti nel 1562: Dolci, Favonio, Angelini, Campana, Zuccari, Palmieri, ecc.
- Vaita Tirallesca, nome derivato presumibilmente dal luogo di esercitazione al tiro con l'arco. Si trovava sotto le vaite Grifonesca e Filitteria e si allungava a tutto il borgo S. Gregorio e alle vie vicine, compresa la Basilica di San Gregorio Maggiore.
- Vaita Petrenga, non si conosce l'origine del nome. Comprendeva le case della famiglia Gentiletti e il tratto di città che si stende per la via delle Terme sino alla chiesa di S. Lorenzo e a via di S. Martino. Famiglie residenti nel 1562: Martani, Ancaiani, Fidi, Gentiletti, Fontana, ecc.
- Vaita Salamonesca, non si conosce l'origine del nome. La zona si estendeva dalla chiesa di S. Salvatore, l'attuale San Domenico, verso Palazzo Fraticelli-Mongalli, fino alla porta S. Lorenzo e al borgo S. Matteo. Famiglie residenti nel 1562: Lili, Novelli, Rosari, Monedoli, Pichi, Spica, ecc.
- Vaita Grifonesca comprendeva la strada che dalla chiesa di S. Domenico arriva alla piazza della Torre dell'olio, fino in fondo a Via Porta fuga, dove i perugini avevano eretto una fortezza nel XIV secolo, detta appunto Rocca dei Perugini, poi demolita qualche anno più tardi. Famiglie residenti nel 1562: Leontini, Galli, Vigili, Lauri, Benedetti, Zito, ecc.

Nel Seicento il termine Vaita cadde in disuso e si preferì usare di nuovo Regiones.